# Danh sách tập phim Tom và Jerry
Dưới đây là danh sách các tập Phim hoạt hình Tom và Jerry.

## Danh sách
| TT  | Tên tập phim                        | Thời lượng        | Ngày phát sóng       | Nội dung chính | Ghi chú |
| --- | ----------------------------------- | ----------------- | -------------------- | --- | --- |
| 1   | Puss Gets the Boot                  | 9 phút 15 giây    | 10 tháng 2 năm 1940  | Đây là tập phim đầu tiên. Đang đuổi bắt Jerry thì Tom làm vỡ đồ. Mammy Two Shoes cảnh báo Tom (trong tập này Tom tên là Jasper) rằng nếu nó còn làm đổ vỡ bất cứ thứ gì thì nó sẽ bị đuổi ra ngoài. Jerry (với tên là Jinx) quyết sẽ "giúp" kẻ thù của mình ra khỏi nhà. Và nó đã thành công. | Tập phim đầu tiên được đề cử cho Giải Oscar. |
| 2   | The Midnight Snack                  | 8 phút 15 giây    | 19 tháng 7 năm 1941  | Jerry chôm đồ ăn và bị Tom phát hiện, sau khi đuổi được Jerry thì Tom cũng ăn vụng. Tom còn hậu đậu làm bể đồ còn đổ lỗi cho Jerry. Jerry quyết tâm quậy Tom cho bằng được. Kết quả là Jerry bẫy Tom phá hỏng chiếc tủ lạnh. Một lần nữa, Jerry lại khiến Tom bị đuổi khỏi nhà. | |
| 3   | The Night Before Christmas          | 8 phút 47 giây    | 6 tháng 12 năm 1941  | Đêm Giáng Sinh, Jerry chạy nhảy sung sướng vòng quanh nhà, và rốt cuộc nó lại thấy mình đang nhảy trên người Tom. Tất nhiên, lại một cuộc rượt đuổi thú vị. Trận chiến kết thúc khi Jerry nhảy ra ngoài và chết cứng trong băng tuyết. Nhưng sau tất cả, dù sao cũng là đêm Giáng Sinh, Tom đã cứu sống Jerry, và cả hai cùng đón đêm Giáng Sinh vui vẻ. | Tập phim được đề cử cho Giải Oscar. |
| 4   | Fraidy Cat                          | 8 phút 11 giây    | 17 tháng 1 năm 1942  | Tom đang nghe chương trình đọc truyện kinh dị và tỏ ra rất sợ hãi - Jerry biết điều ấy liền ra tay nhát ma Tom bằng chiếc máy hút bụi, làm cho Tom sợ chết khiếp. Kết thúc, Tom tưởng Mammy Two Shoes là ma, nên đã cắn bà một phát và bị ăn đòn. Cuối phim, khi nhìn qua ấm trà phản chiếu lại, Jerry cũng sợ chết khiếp khi tưởng chính mình là ma. | |
| 5   | Dog Trouble                         | 7 phút 57 giây    | 18 tháng 4 năm 1942  | Tom và Jerry đang rượt đuổi nhau quanh nhà. Tom đâm sầm ngay vào Spike (lần đầu xuất hiện trên màn ảnh) khi nó đang ngủ, Tom vô tình hôn cực dài với Spike. Tức quá vì bị phá giấc ngủ ngon, Spike rượt cắn cả mèo lẫn chuột. Tom và Jerry hợp tác cùng nhau để bẫy Spike. Cuối phim, kẻ bị đuổi ra ngoài chính là Spike. Tuy nhiên, Tom lại vô tình vấp đuôi vào bẫy chuột và cả hai lại trở mặt nhau lần nữa. | |
| 6   | Puss 'n' Toots                      | 7 phút 48 giây    | 30 tháng 5 năm 1942  | Mammy đem về một nàng mèo vô cùng xinh đẹp. Ngay lập tức, Tom trở nên lịch thiệp! Anh chàng đem cá vàng, chim yến, và cả Jerry làm quà cho nàng. Tom cố gắng gây ấn tượng với nàng mèo với trò ảo thuật và kẻ bị hành hạ ở đây chính là Jerry. Jerry rất tức giận, dạy cho Tom một bài học, rồi lại quay sang tán tỉnh cô mèo. | |
| 7   | The Bowling-Alley Cat               | 8 phút 00 giây    | 17 tháng 7 năm 1942  | Lại một trận chiến khác, khung cảnh lần này là sàn chơi bowling. Vẫn như mọi lần, Tom thất bại thảm hại. | |
| 8   | Fine Feathered Friend               | 7 phút 43 giây    | 10 tháng 10 năm 1942 | Một trận chiến ở sân kho, Tom vẫn cần mẫn bẫy Jerry, và Tom vẫn “cần mẫn” thất bại. Chiến sự làm ảnh hưởng cả gia đình nhà gà trong sân. Do Jerry lợi dụng sự che chở của gà mẹ - một người mẹ luôn cần mẫn bảo vệ tổ của mình nên Tom đành bó tay. | |
| 9   | Sufferin' Cats                      | 7 phút 50 giây    | 16 tháng 1 năm 1943  | Jerry bị bao vây bởi cả Tom và một chú mèo màu xám (chú mèo này có tên là Meathead bởi mớ tóc màu cam trên đầu). Jerry nhanh chóng khiến hai kẻ ngốc nghếch này trở mặt với nhau và lợi dụng điều đó để thoát thân. | |
| 10  | The Lonesome Mouse                  | 8 phút 07 giây    | 22 tháng 5 năm 1943  | Tom lại bị đá ra khỏi cửa, Jerry vô cùng sung sướng tận hưởng cuộc sống không có Tom. Tuy nhiên nó lại cảm thấy vô cùng cô đơn. Và Jerry quyết giúp Tom trở lại. | Đây là lần thứ 2 Tom và Jerry hợp tác với nhau. |
| 11  | The Yankee Doodle Mouse             | 7 phút 23 giây    | 26 tháng 6 năm 1943  | Một trận chiến thực sự nơi tầng hầm mà chủ tướng chính là Tom và Jerry. Chúng tự trang bị và tích cực chiến nhau bằng đủ loại vũ khí và quân trang: pháo hoa là súng đạn, gạch là đạn đại bác, trứng là bom, bột là khói mù, gáo nước là chiến hạm, hộp giấy là máy bay và áo lót là dù. Tập phim kết thúc với hình ảnh Jerry tiễn đưa Tom lên trời bằng pháo và nổ thành quốc kỳ nước Mỹ. | Đây là tập phim "Tom và Jerry" đầu tiên giành giải Oscar.                                                                                                  |
| 12  | Baby Puss                           | 7 phút 51 giây    | 25 tháng 12 năm 1943 | Dưới bàn tay của cô chủ nhỏ, Tom trở thành một em bé. Jerry thấy thế và cười nhạo Tom, để rồi bị Tom đuổi cho suýt chết. Nó bèn lôi vào nhà ba con mèo hoang, chúng bắt nạt Tom và quậy tưng bừng (sau này ba chú mèo hoang lại trở thành bạn chí cốt của Tom). Cô chủ nhỏ trở lại, ba con mèo hoang chạy mất, Tom bị ép uống dầu giấm, và chẳng may Jerry cũng phải chịu cực hình đó. | |
| 13  | The Zoot Cat                        | 7 phút 03 giây    | 26 tháng 2 năm 1944  | Một lần nữa Tom cố gắng gây ấn tượng với cô bạn gái bằng bộ quần áo Zoot (loại quần áo với chiếc áo dài đến đầu gối và quần bó hẹp) làm từ võng. Sau nhiều nỗ lực cưa cẩm, tập phim cũng kết thúc với việc Jerry có cả bộ quần áo và cô bạn gái. | |
| 14  | The Million Dollar Cat              | 7 phút 10 giây    | 6 tháng 5 năm 1944   | Tom được thừa hưởng một triệu đô-la từ người họ hàng nhưng với một điều kiện là không làm hại bất cứ một sinh vật nào, kể cả một chú chuột. Jerry biết được điều đó và đã gây cho Tom cực nhiều rắc rối. Rốt cục, nó đã đi quá xa và khiến Tom mặc kệ tất cả, nổi điên lên và dạy cho Jerry một trận với câu nói "Này, tôi đã từ bỏ một triệu đôla. Nhưng tôi cảm thấy hạnh phúc!!!". | Đây là tập đầu tiên Tom giành chiến thắng. |
| 15  | The Bodyguard                       | 7 phút 21 giây    | 22 tháng 7 năm 1944  | Chú chó Spike suýt nữa thì bị một tay săn chó bắt đi, may mà có Jerry cứu. Để trả ơn, Spike nói rằng cứ khi nào Jerry gặp nguy hiểm thì chỉ cần huýt sáo là Spike có mặt ngay lập tức "mọi lúc, mọi nơi". Lợi dụng điều này, Jerry tha hồ hành hạ Tom. Cứ mỗi lần Tom phản ứng lại là Jerry chỉ cần huýt sáo, thế là Spike có mặt và cho Tom một trận. Tom bèn lừa cho Jerry ăn kẹo cao su đã được nhúng hồ dán khiến Jerry không thể huýt sáo được nữa. Jerry lấy hết sức thổi bay chiếc bã kẹo ra khỏi miệng, nhưng Spike đã bị tay săn chó bắt mất. Vậy là Tom lại tiếp tục đuổi Jerry. | Đây là tập tiếp theo Tom giành chiến thắng |
| 16  | Puttin' On the Dog                  | 7 phút 02 giây    | 28 tháng 10 năm 1944 | Tom đuổi Jerry. Chú chuột khôn lanh bèn chạy vào trại chó. Tom đành hóa trang thành một chú chó để đột nhập. Dĩ nhiên, Jerry không để yên cho Tom. Và kết phim, Tom ôm chặt cứng lấy đỉnh cột cờ, bên dưới là một đàn chó, tất nhiên cả Jerry nữa. | |
| 17  | Mouse Trouble                       | 7 phút 21 giây    | 23 tháng 11 năm 1944 | Tom nhận được cuốn sách "Làm thế nào để bắt được chuột", thật tuyệt vời cho một chú mèo thường gặp thất bại như Tom. Nhưng kết quả lại ngược lại hoàn toàn vì lý thuyết và thực hành không khớp với nhau. | Tập phim đoạt giải Oscar. |
| 18  | The Mouse Comes to Dinner           | 7 phút 18 giây    | 2 tháng 5 năm 1945   | Một bàn tiệc thịnh soạn, Tom rủ một cô bạn gái cùng đến dự, và tất nhiên Jerry lại là người hầu "bất đắc dĩ" để phục vụ bữa tiệc. Dễ gì Jerry chịu phục tòng Tom? Kết cục, sau cuộc chiến trên bàn tiệc, "Tàu S.S Drip" cốt… mèo khởi hành xuống tô súp. | |
| 19  | Mouse in Manhattan                  | 8 phút 06 giây    | 7 tháng 7 năm 1945   | Chú chuột nhà quê du lịch đến Manhattan, ngưỡng mộ những tòa nhà chọc trời, trượt chân vào phòng thay đồ, đu đưa trên đỉnh thành phố, khiêu vũ trong đêm. Đồng thời chuột gặp hiểm nguy khi đương đầu với những con mèo hoang, bị cảnh sát bắn, bị tàu điện ngầm đuổi. Thôi, tốt nhất là trở lại quê hương vậy. | |
| 20  | Tee For Two                         | 7 phút 00 giây    | 21 tháng 7 năm 1945  | Mở đầu bằng khung cảnh hoang tàn trong 1 sân golf do tài đánh gôn cùi mía của Tom gây ra. Sau đó Tom tóm được Jerry đem làm cột đánh gôn, chiến sự xảy ra, hai bên ăn miếng trả miếng. Kết thúc là cú đánh gôn Headshot của Jerry vào đầu Tom từ khoảng cách xa. | |
| 21  | Flirty Birdy                        | 7 phút 13 giây    | 22 tháng 9 năm 1945  | Tom và một con đại bàng tranh nhau ăn thịt Jerry, Tom thua sức đối phương và phải dùng "Mỹ điểu kế". Kết chuyện, Tom trở thành vợ bất đắc dĩ của con đại bàng. | |
| 22  | Quiet Please                        | 7 phút 43 giây    | 22 tháng 12 năm 1945 | Chú chó Spike đang mệt mỏi và cần nghỉ ngơi nhưng Tom và Jerry luôn gây ồn ào. Tom bị cảnh cáo không được làm ồn một lần nào nữa! Tất nhiên, Jerry không bỏ lỡ cơ hội "mượn gió bẻ măng". | Tập phim đoạt giải Oscar. |
| 23  | Springtime for Thomas               | 7 phút 37 giây    | 30 tháng 3 năm 1946  | Tom phải lòng cô mèo trắng yêu kiều và bỏ mặc Jerry, Jerry "mai mối" thêm gã mèo đen tới cua người đẹp thế là 2 gã tình địch bắt đầu đấu đá nhau. Sau khi Tom đã quay về với Jerry như ý chuột ta mong muốn thì Jerry lại trúng "tiếng sét ái tình" với nàng chuột, bỏ mặc Tom. | |
| 24  | The Milky Waif                      | 7 phút 58 giây    | 18 tháng 5 năm 1946  | Nibbles bị bỏ rơi trước nhà Jerry và chú chuột đã động lòng nhận nuôi cậu ta. Tất nhiên trẻ em thì thích uống sữa và sữa thì lại phải trộm của mèo Tom. Sau nhiều phen chôm chỉa bất thành, chính sự tàn bạo với cả trẻ em của mèo Tom với Nibbles đã khiến Jerry nổi điên lên (mặc dù thường ngày rất sợ Tom) và tẩn cho mèo ta một trận thập tử nhất sinh, đồng thời cống luôn bát sữa cho Nibbles. | |
| 25  | Trap Happy                          | 7 phút 08 giây    | 29 tháng 6 năm 1946  | Tom không bắt được Jerry nên phải nhờ cậy bằng cách gọi "Dịch vụ diệt chuột" của mèo Butch. Tuy nhiên, Tom và Butch không những không bắt được Jerry, mà còn vô tình báo hại lẫn nhau. Cuối cùng, sau khi bị Tom vô tình chơi một vố cực đau, Butch đổi từ "dịch vụ diệt chuột" thành "dịch vụ diệt mèo" và rượt đuổi Tom bằng súng săn hai nòng. | |
| 26  | Solid Serenade                      | 7 phút 21 giây    | 31 tháng 8 năm 1946  | Giữa đêm hôm khuya khoắt, Tom khống chế "Sát thủ" Spike để vác đàn vô nhà nàng mèo Toodles Galore "tỏ tình" ồn ào làm Jerry không ngủ được. Sau nhiều nỗ lực ngăn chặn màn ca hát khó ưa của Tom bất thành, Jerry liền thả Spike ra rượt bắt Tom. Tom và Spike thông minh nghĩ ra đủ trò để "chơi" nhau liên tục, tạo ra màn rượt đuổi nghẹt thở. Cuối cùng, Tom đã bị Jerry lừa chui vô nhà Spike và bị đập tơi tả. Sau cùng là cảnh Spike và Jerry dùng cây đàn Tom để chơi đàn cả đêm. | |
| 27  | Cat Fishing                         | 7 phút 54 giây    | 22 tháng 2 năm 1947  | Quyết định đi câu ở nơi không được phép câu cá khiến Tom khá vất vả mới vượt qua được "gác cổng" Spike, nhưng chính Jerry đã khiến Tom trả giá cho sự vi phạm pháp luật của mình bằng bao trò láu cá phía sau Spike. | |
| 28  | Part Time Pal                       | 7 phút 50 giây    | 15 tháng 3 năm 1947  | Tài năng bắt chuột của Tom hay đến nỗi cậu ta lộn nhào vào thùng rượu trái cây rồi say quắc cần câu. Tom kết bạn với Jerry quậy phá và hành hung cả bà chủ. Kết quả là bà chủ rượt Tom với chổi quét nhà. | |
| 29  | The Cat Concerto                    | 7 phút 49 giây    | 26 tháng 4 năm 1947  | Tập phim đoạt giải Oscar này kể về một cuộc trình diễn Piano của Tom bài Hungarian Rhapsody No.2 của nhạc sĩ Franz Liszt tại nhà hát. Buổi biểu diễn khiến Jerry không tài nào ngủ nổi vì nhà cậu ta chính là… cây đàn piano. Suốt gần cả buổi vừa đàn vừa "chiến đấu", Jerry hạ gục Tom hoàn toàn nhờ phần trình diễn piano ấn tượng của mình. | |
| 30  | Dr. Jekyll and Mr. Mouse            | 7 phút 24 giây    | 14 tháng 6 năm 1947  | Bực mình vì suốt ngày bị Jerry chôm sữa, Tom quyết hạ độc cậu ta. Nhưng chất độc lại khiến Jerry khỏe mạnh hơn bao giờ hết và suýt tí đã vặn cổ mèo Tom. Khi thuốc hết tác dụng, Jerry vội vã pha chế thứ thuốc mới nhưng không ngờ lại chế nhầm thuốc… thu nhỏ. Mèo Tom giật lấy uống ngay và biến thành Jerry của Jerry. | Tập phim được đề cử cho Giải Oscar |
| 31  | Salt Water Tabby                    | 7 phút 16 giây    | 12 tháng 7 năm 1947  | Tom và Jerry cùng đi tắm biển, khi phát hiện Jerry ăn vụng đồ ăn, bãi biển biến thành chiến trường. Kết quả Tom nuốt con thú bơm hơi đang xì và bay như tên lửa còn Jerry bỏ trốn với nguyên giỏ đồ ăn ra biển. | |
| 32  | A Mouse in the House                | 7 phút 49 giây    | 30 tháng 8 năm 1947  | Sau khi chứng kiến tàn tích của cái tủ lạnh sau đợt "công kích" của Jerry, bà chủ ban tối hậu thư cho hai con mèo đại làm biếng là Tom và Butch: "Không bắt được Jerry là... ra đường". Sau đại chiến giành chuột, với sáng kiến thần kỳ từ cả hai phía là giả làm bà chủ để dụ đối phương đưa chuột cho mình. Hai ông mèo cùng đập mông bà chủ vì tưởng là đối thủ giả dạng. Kết quả là bà chủ tự tay tống cả ba thành phần bất hảo là Tom, Butch và Jerry ra đường. | Đây cũng là tập duy nhất bà chủ Mommy Two Shoes không sợ Jerry.                                                                                            |
| 33  | The Invisible Mouse                 | 8 phút 42 giây    | 27 tháng 9 năm 1947  | Đang bị Tom rượt đuổi thì Jerry phát hiện ra lọ mực tàng hình. Sau một hồi bị quậy tưng mà không biết do ai làm, Tom cũng phát hiện ra bóng của Jerry vẫn in trên tường sau khi tàng hình. Thế nhưng trình độ tác chiến của Jerry vẫn cao hơn khiến Tom vẫn không làm gì được cả. Cuối cùng, với chiêu "ném đá giấu tay" của Jerry, Spike vô tình tiếp tay cho Jerry tẩn Tom nhừ tử. Kết cục là Jerry uống sữa sô-cô-la giúp Jerry trở lại như cũ. | |
| 34  | Kitty Foiled                        | 7 phút 20 giây    | 1 tháng 6 năm 1948   | Tom ăn hiếp Jerry, Cuckoo lao vào cứu Jerry. Tom khiêu chiến với cả hai nhưng hai thành phần lắm chiêu nhiều trò dập Tom te tua. Cuối cùng, Tom tóm được Jerry, định dùng xe lửa đồ chơi cán cho bõ ghét, chú chim nhỏ liền dùng một quả bóng bowling thả theo phong cách đánh bom nguyên tử, tiễn Tom xuống tầng hầm. | |
| 35  | The Truce Hurts                     | 7 phút 59 giây    | 17 tháng 7 năm 1948  | Chán ngán vì cứ "chiến tranh", Tom, Jerry và Spike ký hiệp ước hòa bình. Nhưng hiệp ước bị xé bỏ ngay sau đó vì một miếng thịt béo bở đã kích động lòng tham của cả ba. | |
| 36  | Old Rockin' Chair Tom               | 7 phút 39 giây    | 18 tháng 9 năm 1948  | Bà chủ tuyển nhân sự mới thay thế mèo Tom vì khả năng bắt chuột của Tom quá yếu kém. Chàng mèo cam vừa bắt chuột giỏi vừa biết nịnh nọt bà chủ, làm Tom và Jerry ghét cay ghét đắng. Hai đứa bày mưu lăng mạ mèo cam trước mặt bà chủ và lăng xê khả năng bắt chuột của Tom. Mèo Cam bị đuổi, mèo Tom vô nhà và... bắt tay với Jerry. | |
| 37  | Professor Tom                       | 7 phút 47 giây    | 30 tháng 10 năm 1948 | Tom huấn luyện đệ tử của mình về cách bắt chuột. Nhưng thật khó khăn khi Jerry lại cứ liên tục phá ngang bài giảng và thêm vào đó phương pháp...làm hòa với chuột. Cuối cùng "trẻ thơ như trang giấy trắng", đệ tử đã làm hòa với Jerry và hợp sức hạ thầy Tom đo ván. | |
| 38  | Mouse Cleaning                      | 7 phút 23 giây    | 11 tháng 12 năm 1948 | Mamma Two Shoes có việc phải đi vắng và giao cho Tom trông coi nhà cửa sạch sẽ. Biết được điều đó, Jerry cố tình gây ra mọi vết bẩn trên sàn nhà, tường... Tom cố gắng lau chùi sạch sẽ mọi thứ. Cuối cùng Jerry để một xe chở đầy than đổ vào nhà đúng lúc Mamma về nhà. Ở phút cuối, chú mèo bị knock-out với "cú ném than" từ bà chủ của mình. | |
| 39  | Polka Dot Puss                      | 7 phút 38 giây    | 26 tháng 2 năm 1949  | Sau bao lần đuổi bắt Jerry, Tom dường như đuối sức. Lợi dụng lúc Tom không để ý, Jerry đã chấm các vết mực lên khắp người Tom khiến chú mèo tưởng rằng mình bị bệnh đậu mùa. Tom hoảng sợ và nhờ Jerry cứu giúp. Thế nhưng chuột ta lại đẩy Tom vào nhiều tình thế bất lực, dở khóc dở cười hơn. Đế rồi cuối cùng Tom phát hiện ra mình đã bị lừa và cả hai đều bị bệnh thật. | |
| 40  | The Little Orphan                   | 7 phút 50 giây    | 30 tháng 4 năm 1949  | Một chú chuột nhỏ bị bỏ trước nhà Jerry, chuột ta nhận nuôi bé chuột, khổ nỗi là bé thích uống sữa mà sữa thì chỉ có cách… chôm của Tom mà thôi. Kế hoạch chôm chỉa bại lộ và một trận chiến xảy ra trên bàn tiệc của bà chủ. | Tập phim đoạt giải Oscar. |
| 41  | Hatch Up Your Troubles              | 7 phút 50 giây    | 14 tháng 5 năm 1949  | Một quả trứng chim gõ kiến đang chuẩn bị nở rơi xuống nhà Jerry. Khi quả trứng nở ra một chú chim gõ kiến, Jerry đã rất bực vì nó làm hỏng hết đồ gỗ nhà cậu. Chim mẹ đã đi vắng nên Jerry không biết đem nó đi đâu. Vì thế cậu ta quyết định đuổi chú chim đi. Còn chú chim cứ nhận cậu là mẹ. Thế rồi, chú chim gặp phải mèo Tom và bị nó đuổi đến bạt mạng. Jerry thấy vậy liền xông ra cứu nhưng rồi cũng bị Tom bắt được. Lúc Jerry bị bắt, chú chim gõ kiến kia đã trả ơn lại bằng cách hạ mèo Tom với một cái cột điện. Cuối phim, Jerry trả chú chim gõ kiến lại cho mẹ của nó. | Tập phim được đề cử cho Giải Oscar |
| 42  | Heavenly Puss                       | 7 phút 48 giây    | 9 tháng 7 năm 1949   | Tử nạn sau nhiều cố gắng xử lý Jerry, Tom lên thiên đường. Nhưng trên đó lại bảo là phải có giấy chấp nhận tha thứ mọi lỗi lầm có chữ ký của Jerry thì Tom mới được vào, nếu không thì xuống địa ngục. Jerry tất nhiên không ủng hộ Tom (mặc dù đã đồng ý bỏ qua và đã kí vào giấy sau những lần Tom thuyết phục cậu nhưng đã quá trễ so với thời gian đã gia hạn) và "tất nhiên là" cậu mèo xấu số bị quăng xuống địa ngục không thương tiếc. May thay đó chỉ là giấc mơ và Tom đã yêu thương Jerry hơn từ đó. | |
| 43  | The Cat and The Mermouse            | 7 phút 49 giây    | 3 tháng 9 năm 1949   | Tom bị rơi xuống biển khi đang vây bắt Jerry và mơ thấy "người cá" Jerry dưới đó. Một cuộc vây bắt khủng khiếp xảy ra với đủ các trở ngại cho Tom (bạch tuộc, cá kiếm...). Cuối cùng thì đó cũng chỉ là một giấc mơ, sự thật Jerry đã cứu Tom thoát chết và cả hai đã làm hòa với nhau. | |
| 44  | Love that Pup                       | 7 phút 55 giây    | 1 tháng 10 năm 1949  | Mèo Tom rượt đuổi Jerry khiến cho Tyke - con của Spike suýt tỉnh giấc. Thấy vậy, chú chó bố liền cảnh cáo mèo Tom không được làm con trai tỉnh giấc. Biết được điều đó, Jerry tiếp cận hai bố con nhà chó để không bị Tom quấy rầy. Mèo ta nghĩ rất nhiều cách để bắt được Jerry nhưng cuối cùng thất bại thê thảm. | |
| 45  | Jerry's Diary                       | 6 phút 43 giây    | 22 tháng 10 năm 1949 | Nghe lời cái radio khuyên bảo, Tom đến làm hòa với Jerry nhưng chú chuột không có nhà, Tom đột nhập và xem trộm nhật ký của chú chuột - nơi viết đầy rẫy những kỷ niệm nhục nhã mà Jerry đã hạ Tom đo ván. Tom xem xong điên tiết lên và tuyên chiến tiếp với Jerry bằng cách ném chiếc bánh kem làm quà vào mặt chú chuột. | Đây là lần thứ 3 Tom giành chiến thắng. |
| 46  | Tennis Chumps                       | 6 phút 49 giây    | 10 tháng 12 năm 1949 | Tom đấu Tennis chung kết với mèo đen Butch. Jerry là người phụ việc cho Tom, chơi trò "ngao sò đấu nhau, ngư ông đắc lợi". Kết quả là hai chú mèo đánh nhau tan xác còn Jerry giành cúp vô địch chẳng mấy khó khăn. | |
| 47  | Little Quacker                      | 7 phút 07 giây    | 7 tháng 1 năm 1950   | Tom lén chôm quả trứng của mẹ vịt đi chiên, ai dè đập trứng rớt ra vịt con Quacker. Tom tính làm vịt thì Quacker tẩu thoát trong đường tơ kẽ tóc chạy vô cầu cứu Jerry. Jerry nhiều phen cứu Quacker khỏi nanh vuốt của Tom và cùng chú vừa đi tìm mẹ vừa chạy trốn Tom. Đang lúc hăng máu rượt Jerry và Quacker bằng máy cắt cỏ, Tom rồ máy vào người vịt mẹ khiến bà rơi vào scandal "lộ nội y nóng bỏng". Tức mình quá, vịt mẹ gọi chồng là vịt Henry (bố của Quacker) tới nhổ lông Tom cho bõ ghét. | |
| 48  | Saturday Evening Puss               | 6 phút 18 giây    | 14 tháng 1 năm 1950  | Lợi dụng cô chủ đi vắng, Tom mời các bạn đến nhà mở tiệc thâu đêm khiến Jerry không sao ngủ được. Sau nhiều lần cố gắng truy bắt của các chú mèo, Jerry cũng gọi cô chủ về và tống sạch "câu lạc bộ buổi tối" của Tom ra đường. Ai ngờ cô chủ lại tiếp tục mở tiệc ở nhà và Jerry đành bó tay.. | Tập phim được làm với hai phiên bản: bà chủ người da đen đi đánh bài với bạn (1950) và cô chủ người da trắng đi tham gia tiệc khiêu vũ với bạn trai (1966) |
| 49  | Texas Tom                           | 6 phút 34 giây    | 11 tháng 3 năm 1950  | Lần này, chàng cao bồi Tom đi "cua bồ". Tức vì bị chú mèo bắt nạt, Jerry ra sức phá hoại. Kết quả là Tom bị bồ đá lẫn bò đá và trở thành ngựa của Jerry. | |
| 50  | Jerry and the Lion                  | 7 phút 13 giây    | 8 tháng 4 năm 1950   | Chính quyền thông báo đến toàn thể người dân rằng có một con sư tử đực xổng chuồng, Tom không mong muốn con sư tử đến nên đã đóng hết cửa lại và chuẩn bị súng thì Jerry bất ngờ lại gặp chú sư tử này. Chú sư tử nói với Jerry rằng chú muốn trở về rừng và chú đang đói bụng. Jerry đã đồng ý giúp, cả hai đã phải trốn tránh Tom để lấy thức ăn nhưng cuối cùng Tom đã phát hiện chú sư tử và phải trốn chạy. Đoạn kết cuối chú sư tử đã được trở về với rừng bằng một con tàu. | |
| 51  | Safety Second                       | 7 phút 07 giây    | 1 tháng 7 năm 1950   | Nhân ngày quốc khánh 4 tháng 7, Nibbles và Tom chơi pháo khiến Jerry nhiều lần bực bội, tuy nhiên chính tài chơi pháo của Nibbles đã cứu Jerry khỏi móng vuốt của mèo Tom. | |
| 52  | Tom and Jerry in the Hollywood Bowl | 7 phút 22 giây    | 17 tháng 9 năm 1950  | Tom là nhạc trưởng chỉ huy dàn nhạc biểu diễn bản giao hưởng "Die Fledermaus" tại một đại nhạc hội được tổ chức ở Hollywood. Jerry cũng khát khao muốn làm nhạc trưởng, tuy nhiên, Tom không cho phép và còn tỏ ra khinh thường. Sau trận chiến trên đại nhạc hội, kết cục là Tom phải chơi các nhạc cụ một mình. | |
| 53  | The Framed Cat                      | 7 phút 11 giây    | 21 tháng 10 năm 1950 | Tom chối tội trộm đồ ăn của bà chủ mình bằng cách đổ lỗi cho Jerry. Lấy được thức ăn rồi, Tom mải mê ăn trong khi Jerry tìm cách trả thù. Jerry lấy trộm xương của chó Spike rồi thả cho Tom. Spike nghĩ Tom ăn cắp nên đã cho Tom một trận nhớ đời. Thế nhưng kế hoạch đã phản lại tác dụng và Jerry đã thất bại. | |
| 54  | Cue Ball Cat                        | 7 phút 02 giây    | 25 tháng 11 năm 1950 | Tom và Jerry tiếp tục với màn chơi bi-da kịch tính. Sau nhiều pha chơi bi-da sáng tạo, Jerry biến Tom thành lỗ banh bi-da rồi lùa banh vào đó. | |
| 55  | Casanova Cat                        | 7 phút 04 giây    | 6 tháng 1 năm 1951   | Tom dùng Jerry như là sính lễ và trò tiêu khiển để lấy lòng cô mèo trắng yêu kiều, và để hưởng tài sản của cô ta. Jerry đi tìm gã mèo đen thế là hai gã tình địch bắt đầu đấu đá nhau. Cuối cùng, Jerry lại được lòng cô mèo và trở thành người tình chính thức của nàng. | |
| 56  | Jerry and the Goldfish              | 7 phút 21 giây    | 3 tháng 3 năm 1951   | Thèm thuồng món cá do chương trình hướng dẫn trên radio, Tom chợt nhớ đến con cá vàng trong bể, và là bạn thân của Jerry. Một cuộc rượt đuổi diễn ra để cứu mạng bạn thân, cuối cùng Jerry đã gài bẫy Tom bằng nồi thuốc nổ và nó tiễn Tom bay ra khỏi Trái Đất. | |
| 57  | Jerry's Cousin                      | 6 phút 39 giây    | 7 tháng 4 năm 1951   | Vì luôn bị mèo Tom bắt nạt, Jerry gửi thư cầu cứu anh họ lực sĩ là Muscle tới cứu giúp. Ông anh đã cho Tom và đồng bọn một bài học nhớ đời. Khi giã biệt, anh họ bày mưu cho Jerry giả dạng làm Muscle để khiến Tom sợ chết giấc và từ đó không dám phá Jerry nữa. | Tập phim được đề cử cho Giải Oscar. |
| 58  | Sleepy-Time Tom                     | 7 phút 05 giây    | 26 tháng 5 năm 1951  | Tom vừa đi nhậu cùng những người bạn về nhà. Do quá say xỉn nên Tom luôn buồn ngủ và đó cũng là lý do khiến cho bà chủ bực mình. Bà ra lệnh nếu Tom còn ngủ gật nữa thì sẽ bị đuổi ra khỏi nhà. Thế là Jerry tìm cách ru cho Tom ngủ và cuối cùng Tom bị quẳng ra đường. | |
| 59  | His Mouse Friday                    | 7 phút 11 giây    | 7 tháng 7 năm 1951   | Tom đang bị lạc trôi trên biển, nhịn đói và khát. Cậu tìm được một hòn đảo để lánh nạn và đó cũng là nơi đụng độ với Jerry. Jerry cải trang làm một thổ dân lừa Tom sợ xanh mặt nhưng cuối cùng cả hai đều bị phát hiện bởi thổ dân thứ thiệt. | |
| 60  | Slicked-up Pup                      | 6 phút 19 giây    | 8 tháng 9 năm 1951   | Spike bực bội vì Tom làm bẩn Tyke vừa mới được tắm rửa sạch sẽ. Spike giao cho Tom chăm sóc Tyke và không được làm bẩn chú nhóc, nếu không Tom sẽ lãnh hậu quả. Jerry bày ra đủ trò để chính tay Tom làm Tyke bẩn. Kết phim, Tom đã bị Spike cho vào máy giặt trước khi Tom làm điều đó với Tyke. | |
| 61  | Nit-witty Kitty                     | 6 phút 33 giây    | 6 tháng 10 năm 1951  | Trong một lần đang đuổi chuột, Tom bất ngờ bị bà chủ lấy chổi đánh trúng đầu và khiến Tom bỗng nhiên thay đổi tính nết trở thành một con chuột luôn tìm pho-mát để ăn và quấy rối bà chủ. Jerry đã tìm mọi cách để đập vào đầu Tom và giúp Tom trở lại như cũ. Sau khi Jerry thành công thì nào ngờ bà chủ lầm tưởng Tom vẫn còn là một con chuột nên lấy gậy đập vào đầu Tom lần nữa, và thế là Tom lại trở thành một con chuột và Jerry đành bó tay. | |
| 62  | Cat Napping                         | 6 phút 52 giây    | 8 tháng 12 năm 1951  | Tom ra vườn ngủ trưa, và Jerry cũng vậy, chỉ có một chiếc võng nên chiến tranh nổ ra. Cuối cùng, với sự "bảo kê" của Spike, Tom đành ngậm đắng nuốt cay quạt cho Jerry và Spike ngủ. | |
| 63  | The Flying Cat                      | 6 phút 44 giây    | 12 tháng 1 năm 1952  | Tom định bắt Cuckoo về làm thịt nhưng bị Jerry phát hiện và ngăn cản. Sau nhiều phen thất bại khi cố gắng tấn công vào nhà của Cuckoo và Jerry, Tom tình cờ lấy được 1 đôi cánh dơi bằng vải và bay được. Tom lại rượt đuổi Jerry và Cuckoo nhưng cuối cùng vẫn thất bại. | |
| 64  | The Duck Doctor                     | 7 phút 03 giây    | 16 tháng 2 năm 1952  | Tom đi săn vịt trời và bắn trúng một con vịt con bay ở cuối đàn. Chú vịt bị thương và được Jerry băng bó. Mỗi khi nghe tiếng của đồng loại thì chú lại bỏ đi và rơi vào móng vuốt của Tom. Tom biết được điều đấy nên nhiều lần giả tiếng vịt để dụ dỗ. Tuy nhiên, với sự giúp đỡ của Jerry, chú vịt đã khỏi đau và trở lại bầy. | |
| 65  | The Two Mouseketeers                | 7 phút 21 giây    | 15 tháng 3 năm 1952  | Một lần, hai chú chuột Jerry và Tuffy (Nibbles) trở thành hai hiệp sĩ. Chúng đi đến một tòa lâu đài. Ở đó, có một người đang ra lệnh cho mèo Tom hiệp sĩ bảo vệ bàn tiệc xa hoa trong lâu đài, không thì sẽ bị chém đầu. Jerry và Tuffy đột nhập vào lâu đài, ăn vụng thức ăn trên bàn tiệc, nhưng cuối cùng cũng bị Tom phát hiện. Jerry và Tuffy buộc phải đánh nhau với Tom. Cuối cùng, Tom bị xử trảm. | Tập phim đoạt giải Oscar. |
| 66  | Smitten Kitten                      | 7 phút 49 giây    | 12 tháng 4 năm 1952  | Tom có bồ, Jerry đứng hồi tưởng về những giây phút ngày xưa rượt đuổi bên nhau sắp mất đi vì Tom có bồ. Jerry toan tính vào phá đám thì gặp mỹ nhân bên đường. Kết quả là Jerry cũng có bồ. | |
| 67  | Triplet Trouble                     | 7 phút 09 giây    | 19 tháng 4 năm 1952  | Bà chủ nhận nuôi thêm ba chú mèo con. Nhưng bọn mèo con này rất láu cá, "ác quỷ đội lốt thiên thần": tỏ ra dễ thương và cố ý đuổi Tom và Jerry ra khỏi nhà. Tom và Jerry lập kế hoạch dạy cho ba con mèo một bài học. Cuối phim, bà chủ trở về nhà thì phát hiện ba con mèo cưng đang bị Jerry đánh vào mông và mang những đôi cánh thiên thần do Tom cắt từ giấy. | |
| 68  | Little Runaway                      | 7 phút 04 giây    | 14 tháng 6 năm 1952  | Con hải cẩu trốn khỏi gánh xiếc vì bị ngược đãi, Jerry giúp hải cẩu trốn nhưng phải đi tìm cá cho hải cẩu ăn. Tom dùng mọi cách bắt hải cẩu giao về cho rạp xiếc lấy tiền thưởng nhưng bất thành. Tom quyết định dùng vỏ bánh xe để giả dạng làm hải cẩu tới dụ dỗ. Chú hải cẩu ngây thơ bỏ Jerry theo "đồng loại" nhưng chưa kịp đem hải cẩu đi nộp "đồng loại" đã bị rạp xiếc bắt. Cuối phim là cảnh Tom thay hải cẩu diễn trò trong rạp xiếc. | |
| 69  | Fit to be Tied                      | 6 phút 49 giây    | 26 tháng 7 năm 1952  | Chú chó Spike bị đâm phải đinh khi đi trên đường. Jerry đã gỡ cái đinh ra. Để đền ơn, Spike đưa Jerry một cái chuông và dặn khi nào cần hãy lắc cái chuông đó. Từ đó mà mỗi khi bị Tom đuổi, Jerry lại rung cái chuông lên cầu cứu Spike. Một hôm có lệnh "xích chó, cấm thả rông", Tom lên kế hoạch bắt Jerry phải hầu hạ mình và sỉ nhục Spike. Thế nhưng ngay hôm sau, mèo Tom đã bị Spike cho một trận nhớ đời chỉ vì chính quyền... gỡ bỏ lệnh cấm từ bao giờ rồi. | |
| 70  | Push-Button Kitty                   | 6 phút 33 giây    | 6 tháng 9 năm 1952   | Tức giận vì mèo Tom lười biếng, để Jerry ngang nhiên ăn trộm thức ăn, Mammy Two Shoes mua một con mèo máy và nó đuổi Jerry ra ngoài. Rồi Tom cũng bị bà đuổi đi. Jerry sau nhiều lần đột nhập vào nhà bất thành, nên đã mua một lũ chuột máy. Con mèo máy kia vì đuổi lũ chuột mà làm hỏng cả ngôi nhà. Bà chủ quá sợ hãi liền cầu cứu Tom trở lại nhưng sau đó chính Tom lại vô tình nuốt phải bo mạch điện tử của con mèo máy kia và biến thành một con mèo máy khác. Ngôi nhà lại bị phá tanh bành lần nữa. | Đây cũng là tập phim cuối cùng mà Mammy Two Shoes xuất hiện.                                                                                               |
| 71  | Cruise Cat                          | 7 phút 02 giây    | 18 tháng 10 năm 1952 | Tom làm thủy thủ đoàn trên một con tàu và được thuyền trưởng giao cho nhiệm vụ không cho chuột lên tàu. Nhưng Jerry đã lén lút lên tàu. Tom phát hiện ra, và dùng mọi cách để đuổi Jerry đi. Cuối cùng, khi thuyền trưởng phát hiện ra Jerry đang ăn vụng thức ăn của mình, Tom đã bị nhốt vào nhà giam và đành nhìn Jerry lướt sóng trên biển đến Hawaii. | |
| 72  | The Dog House                       | 6 phút 39 giây    | 29 tháng 11 năm 1952 | Spike đang xây nhà mới cho mình. Nhưng Tom lại phá sập nó trong khi đuổi Jerry. Sau nhiều lần lánh nạn, Spike vẫn không bảo vệ được nhà của mình. Tức nước vỡ bờ, Spike đã đánh Tom nhừ tử và bắt Tom làm nô lệ xây lại căn nhà khác. | |
| 73  | The Missing Mouse                   | 6 phút 33 giây    | 10 tháng 1 năm 1953  | Radio báo tin có một con chuột bạch vừa nuốt một lượng thuốc nổ rất lớn, mọi người cần đề phòng kẻo nó vào nhà, Tom rất hoảng sợ. Jerry vô tình bị nhúng vào sơn trắng và bày trò làm cho Tom kinh hoàng. Nhưng cuối cùng Jerry cũng bị bại lộ và bị Tom quẳng ra khỏi nhà. Thế nhưng con chuột trắng thật xuất hiện, Tom tưởng lầm đó là Jerry, liền đi nhúng nước và phát hiện đó là chuột bạch thật. Radio lại báo rằng con chuột bạch đó không thể phát nổ. Tom liền đá nó ra khỏi nhà và căn nhà trở thành đống đổ nát. | |
| 74  | Jerry and Jumbo                     | 7 phút 13 giây    | 21 tháng 2 năm 1953  | Một voi con bị rơi ra từ một chuyến tàu, lăn vào nhà và được Jerry cưu mang. Chú voi con bị mèo Tom truy bắt gắt gao và đuổi ra khỏi nhà. Mẹ con nhà voi và Jerry đồng loạt giả dạng làm chuột để dọa Tom chạy đi mất. | |
| 75  | Johann Mouse                        | 7 phút 57 giây    | 21 tháng 3 năm 1953  | Ngày xưa, có một chú chuột yêu nhảy múa tên là Johann (Jerry), chú sống trong nhà của nghệ sĩ Johann Strauss. Ngày ngày, nghe nghệ sĩ chơi dương cầm, chuột ta nhảy múa và bị mèo Tom đuổi bắt. Mèo Tom biết chuột rất thích âm nhạc nên cố gắng học chơi dương cầm để bắt chuột. Tin đồn loan tới hoàng cung vì con mèo biết chơi đàn và con chuột biết nhảy múa nên chúng được mời vào biểu diễn trong hoàng cung, mèo Tom vẫn quyết bắt cho được chú chuột và lại thất bại. | Đây là tập phim cuối cùng giành giải Oscar. |
| 76  | That's My Pup                       | 7 phút 23 giây    | 21 tháng 4 năm 1953  | Spike dạy Tyke ba bài học quan trọng của chó là nịnh con người, giấu xương và ăn hiếp mèo. Spike cũng bắt Tom phải giả vờ sợ Tyke để động viên. Jerry lợi dụng thời cơ giả tiếng chó sủa chọc ghẹo Tom. Tức giận vì nhục nhã đem ra làm vật thí nghiệm, Tom treo Tyke trên đỉnh cột cờ. Spike nổi giận vì Tom ăn hiếp con mình, xử đẹp bằng cách để con mình sủa cho Tom leo cột cờ tới đêm. | |
| 77  | Just Ducky                          | 7 phút 57 giây    | 5 tháng 9 năm 1953   | Quacker nở chậm nhất trong ổ trứng nên bị cả đàn bỏ lại, không bơi theo được vì chưa được mẹ dạy liền khóc lóc thảm thiết. Jerry lại dạy Quacker bơi sãi nhưng không khả thi với một con vịt. Quacker buồn bã đi lang thang và bị Tom để ý toan bắt làm thịt. Jerry cứu Quacker nhiều lần nhưng Tom vẫn dai dẳng bám theo. Lúc rượt Quacker quá đà, Tom rơi xuống nước và kêu cứu kịch liệt vì không biết bơi. Quacker đâm liều nhào xuống và bất ngờ biết bơi cứu Tom thoát chết. Cả đám giảng hòa, Quacker không những tìm lại được mẹ mà còn biết bơi nhưng không phải bơi kiểu vịt mà là bơi sải.                                                                                          | |
| 78  | Two Little Indians                  | 6 phút 49 giây    | 17 tháng 10 năm 1953 | Hai người bạn thổ dân da đỏ ghé thăm Jerry và vô tình chọc phá Tom. Mèo Tom ghét nên tìm cách xử lý bọn chuột láu cá một trận nhưng không dễ dàng gì và đành phải hút thuốc làm hòa. | |
| 79  | Life with Tom                       | 7 phút 49 giây    | 21 tháng 11 năm 1953 | Jerry viết hồi ký của cậu về những lần hạ Tom đo ván, quyển sách nhanh chóng được truyền bá rộng rãi và ai đọc cũng cười mèo Tom thối mũi. Tom vô cùng tức giận và quyết xử Jerry nhưng khi Jerry cho biết là cậu ta cũng nhận được 25 nghìn đôla (50%) từ nhuận bút của Jerry, Tom liền trở mặt nâng niu cuốn sách. | |
| 80  | Puppy Tale                          | 7 phút 03 giây    | 23 tháng 1 năm 1954  | Người ta bỏ rơi những con chó con trong bao tải và quăng xuống sông, Jerry vớt lấy và có một chú chó con theo cậu về nhà nhưng vấn đề là lỗ nhà của Jerry không đủ cho con chó. Để cưu mang nó, Jerry phải giấu Tom, nhưng không thành. Tom đuổi cả hai ra khỏi nhà. Đêm đó lại có mưa bão lớn, khiến Tom mặc cảm tội lỗi nên đã đội mưa để tìm Jerry và chú chó nhưng bị rơi xuống sông. Tom được Jerry cứu và đồng ý cưu mang chú chó. Không quên đồng loại của mình, chú chó dẫn cả bầy về nhà Tom trú ngụ. | |
| 81  | Posse Cat                           | 6 phút 28 giây    | 30 tháng 1 năm 1954  | Mèo Tom sống với một người đầu bếp ở Texas. Mỗi ngày, thức ăn trong nhà cứ bị Jerry lấy. Vì vậy, ông quyết không cho Tom ăn cơm nếu cậu không bắt được chuột. Biết Tom đói bụng và chỉ chực chờ nghe tiếng kẻng để ăn cơm, Jerry nhiều lần chơi khăm Tom để ông chủ rút súng bắn đuổi Tom. Chơi khăm Tom chán chê, Jerry và mèo đã cam kết với nhau dàn cảnh cho ông chủ vừa lòng nhưng rồi Tom phản bội lại và bị Jerry cho ăn đủ. | |
| 82  | Hic-cup Pup                         | 6 phút 17 giây    | 17 tháng 4 năm 1954  | Cún con của Spike vừa khó ngủ lại bị nấc cụt nếu bị giật mình. Ru con đã khó, lại bị Tom và Jerry quấy rối nên Spike đe dọa Tom rằng sẽ cho chú mèo ăn đòn nếu làm cún con thức và nấc cụt. Jerry biết vậy nên cố làm càn khiến chú cún con nấc cụt không ngớt. Ai ngờ mèo Tom lại chữa hết nấc cụt cho cún con và được chó Spike tha bổng, muốn làm gì tùy thích, khiến Jerry chuồn về phía Nam. | |
| 83  | Little School Mouse                 | 7 phút 50 giây    | 29 tháng 5 năm 1954  | Chuột Jerry mở lớp dạy Nibbles cách đối phó với loài mèo. Tuy nhiên, cậu học trò với phương pháp ngoại giao mềm mỏng đã hạ thầy đo ván. Cậu học trò thành bạn của Tom, và ông thầy Jerry thành học trò của chính học trò mình. | |
| 84  | Baby Butch                          | 7 phút 09 giây    | 14 tháng 8 năm 1954  | Thèm thuồng miếng dăm bông đùi ngon lành trong tủ lạnh của Tom, chú mèo đen Butch giả dạng em bé sơ sinh để đột nhập vào nhà cuỗm cái đùi đi mất. Nhưng không qua mặt được Jerry nên Butch ta đành ăn chực trắng trợn. | |
| 85  | Mice Follies                        | 6 phút 49 giây    | 4 tháng 9 năm 1954   | Jerry và Nibbles đổ nước đầy nhà bếp, cho đóng băng và chơi trượt băng. Mèo Tom không hài lòng bèn vào phá đám, nhưng chính sự lém lỉnh của Nibbles đã biến Tom thành một tượng đài băng nghệ thuật giữa sân trượt. | |
| 86  | Neapolitan Mouse                    | 7 phút 15 giây    | 2 tháng 10 năm 1954  | Tom và Jerry ghé thăm thành phố Neapolitan xinh đẹp ở Ý và gặp một bạn chuột dễ thương cũng như ba anh chó đầu gấu xấu xí. Sau nhiều pha chiến tranh ác liệt, cả đám vui vẻ và tiếc nuối tiễn Tom và Jerry về nước. | |
| 87  | Downhearted Duckling                | 6 phút 42 minuted | 13 tháng 11 năm 1954 | Tự ti vì mình xấu xí, Quacker đi tự tử bằng cách cầu xin Tom ăn mình. Jerry nghĩa hiệp không để chuyện đó xảy ra. Sau nhiều phen tự tử bất thành, Jerry lôi vịt con vào chăm sóc thẩm mỹ. Mèo Tom nhiều phen xơi thịt vịt bất thành xông vào bắt vịt ta đi. Nhưng nhìn thấy vịt con bị trét đủ thứ mỹ phẩm lên người như xác ướp, Tom kinh hãi bỏ chạy. Chú vịt ta lại tiếp tục xa lánh mọi người. May sao một bé vịt cái nhỏ đi ngang qua thấy chú liền khen chú vịt ta đẹp trai, lại còn đồng ý hẹn hò nữa. Quacker hết u sầu từ đó. | |
| 88  | Pet Peeve                           | 6 phút 35 giây    | 20 tháng 11 năm 1954 | Thấy tốn kém quá, ông chủ và bà chủ quyết định đuổi một trong hai con vật trong nhà: Spike hoặc Tom. Tuy nhiên, họ tranh cãi nhau mà không có hồi kết: ông chủ muốn đuổi Tom còn bà chủ muốn đuổi Spike. Sau cùng, hai người mở hội thi bắt chuột, con nào bắt được chuột sẽ ở lại. Vì vậy chúng nghĩ mọi trò để bắt Jerry nhưng cuối cùng chỉ phá tanh bành và suýt chặt chân ông chủ bằng kiếm. Hai ông bà chủ sau đó chuyển sang nuôi chuột Jerry cho đỡ tốn kém. Chó và mèo bị đuổi ra đường và không quên khiêng theo cái tủ lạnh trống không, vì đã bị Jerry cắp hết thức ăn đem trữ trong tổ của mình.                                                                                  | |
| 89  | Touche Pussy Cat                    | 6 phút 45 giây    | 18 tháng 12 năm 1954 | Nibbles muốn học làm ngự lâm quân nên đến nhận chú Jerry làm sư phụ. Nhưng cậu ta học rất kém và bị đuổi. Cuối cùng vào lúc nguy cấp nhất thì Nibbles lại ra tay cứu mạng Jerry và hạ đo ván Tom khiến Jerry phải phong cho cậu ta làm ngự lâm quân ngay lập tức. | Đây là tập cuối cùng được đề cử cho Giải Oscar. |
| 90  | Southbound Duckling                 | 6 phút 15 giây    | 12 tháng 3 năm 1955  | Quacker gói ghém đồ đạc, bay về phương Nam cùng đàn vịt trời tránh rét. Jerry giải thích hết lời là vịt nhà không thể bay về phương Nam tránh rét như vịt trời nhưng vịt ta vẫn không nghe. Không bay được, Quacker liền chế ra những cách thức bay về phương Nam. Cùng lúc đó, Tom rình rập bắt Quacker về chiên xù. Cuối cùng, quá chán ngán việc phải cứu Quacker bướng bỉnh khỏi nanh mèo Tom, Jerry dẫn Quacker lên máy bay bay đến bãi biển phương Nam chơi nhưng Tom đã bám theo bằng cách ôm bánh xe máy bay đi theo và tóm gọn cả hai. | |
| 91  | Pup on a Picnic                     | 7 phút 04 giây    | 30 tháng 4 năm 1955  | Jerry trốn vào giỏ đi picnic của cha con nhà chó Spike khiến mèo Tom không sao tóm được cậu ta. Sau nhiều phen liều mạng và tiếp cận cái giỏ, Tom vuột mất Jerry rồi bị Spike xử đẹp. Cái giỏ và Jerry trong đó bị đàn kiến tha mất. | |
| 92  | Mouse for Sale                      | 6 phút 48 giây    | 21 tháng 5 năm 1955  | Tom nhuộm trắng Jerry bán lấy tiền, ai ngờ bà chủ mua lại Jerry và tưởng đó là chuột bạch nên chiều chuộng không ngớt. Bị bà chủ hắt hủi, Tom quyết bắt Jerry lộ chân tướng nhưng không thành. Sau cùng cậu tự nhuộm mình thành mèo trắng và được trở vào nhà hạ Jerry đo ván. | Đây là tập thứ 4 Tom giành chiến thắng. |
| 93  | Designs on Jerry                    | 6 phút 39 giây    | 2 tháng 9 năm 1955   | Tom sáng tạo ra một bản thiết kế bẫy chuột. Nhờ con chuột trên bản vẽ báo trước cho Jerry, cái bẫy đó đã phản tác dụng và bẫy lại chính chủ nhân của nó. | |
| 94  | Tom and Cherie                      | 6 phút 46 giây    | 9 tháng 9 năm 1955   | Jerry phải lòng một cô chuột nên luôn viết thư và giao cho ngự lâm quân Nibbles nhiệm vụ gửi nó. Nhưng chú ta cứ bị Tom chặn đánh tơi bời trên đường giao thư. Cuối phim, Jerry nổi giận bỏ cô nàng lắm chiêu này và phải lòng một cô khác nên vẫn sai Nibbles đưa thư nhưng chú ta không còn sợ Tom nữa. | |
| 95  | Smarty Cat                          | 6 phút 50 giây    | 14 tháng 10 năm 1955 | Bọn mèo làm phim sỉ nhục Spike với những phút giây ngu si, ngớ ngẩn của chú chó. Chúng mang tới nhà Tom chiếu nhưng không cho Jerry coi. Bực tức vì không được coi, Jerry đưa Spike vào cuộc xử lý bọn mèo láu cá và tranh thủ quay bộ phim "Mèo bị chó rượt". | |
| 96  | Pecos Pest                          | 6 phút 35 giây    | 11 tháng 11 năm 1955 | Chuột già Pecos (chú ruột của Jerry) tới thăm Jerry, ông đàn rất hay nhưng cũng rất hay làm đứt dây đàn. Éo le thay, râu của mèo Tom lại là chất liệu làm dây đàn rất tốt nên mỗi lần dây đàn đứt, Pecos lại bứt râu mèo Tom để làm dây đàn khiến chú mèo sợ Pecos chết khiếp. Kết quả là Tom bị trụi râu vì làm dây đàn. | Đây là tập phim cuối cùng được Fred Quimby sản xuất |
| 97  | That's My Mommy                     | 6 phút 03 giây    | 19 tháng 11 năm 1955 | Nhầm tưởng Tom là mẹ mình (bản năng của gia cầm là khi thấy bất cứ ai hay vật gì cử động mà nó gặp lần đầu tiên trong đời thì nó sẽ nghĩ đó là mẹ nó), chú vịt con bèn theo "mẹ" Tom dù Tom toan tính cho chú ta vào nồi. Cuối cùng khi vỡ lỡ mọi chuyện, chú vịt tình nguyện làm bữa ăn cho Tom. Mèo ta hối hận nên đã nhận vịt làm con và hai “mẹ con” vui vẻ từ đó. | Đây là tập đầu tiên được William Hanna và Joseph Barbera sản xuất.                                                                                         |
| 98  | The Flying Sorceress                | 6 phút 40 giây    | 27 tháng 1 năm 1956  | Tom làm vỡ đồ và bị bà chủ phạt dọn dẹp. Đang chán nản thì Tom thấy bài báo quảng cáo tuyển mèo. Tom bỏ nhà đến chỗ đó thì phát hiện ra người tuyển mèo là phù thủy và ở với bà ta thì thật kinh dị. Tom lén lấy chổi thần về nhà quậy Jerry một trận te tua thì bị bà phù thủy phát hiện. Bà ta rất tức giận vì Tom dám xài chổi khi chưa được phép nên phạt Tom cưỡi "chổi điên". Tom bị dập tơi tả thì tỉnh giấc, hóa ra Tom chỉ ngủ quên và nằm mơ. Đang quét dọn tiếp thì táy máy kích hoạt chơi cây chổi thường đang quét cho vui. Ai dè đâu cây chổi đó chính là chổi thần, bà chủ chính là bà phù thủy. Bà chỉ tạo ra giấc mơ ấy để dạy Tom phải ngoan và trân trọng những gì đang có. | |
| 99  | The Egg and Jerry                   | 7 phút 50 giây    | 23 tháng 3 năm 1956  | Đây là tập phim "Hatch Up Your Troubles" được chiếu lại trên màn ảnh Cinema Scope. | |
| 100 | Busy Buddies                        | 6 phút 15 giây    | 4 tháng 5 năm 1956   | Bà chủ có một cô giữ trẻ canh một em bé mới biết bò. Một hôm, bà đi vắng, con vú em rách việc này tám trên điện thoại hàng tiếng đồng hồ không biết rằng em bé đã bò đi chỗ nào. Chính lúc này, mèo Tom và Jerry trong nhà từ kẻ thù thành những người bảo mẫu "trung trực" nhưng luôn bị hiểu lầm là tấn công em nhỏ bởi cô bảo mẫu "trời ơi đất hỡi" trên. | |
| 101 | Muscle Beach Tom                    | 6 phút 45 giây    | 7 tháng 9 năm 1956   | Trên bãi biển "Cơ Bắp", Jerry bị Tom làm phiền quá mức nên nhân lúc Tom và Butch thi nhau dùng cơ bắp để chinh phục người đẹp, Jerry, đâm bị thóc, chọt bị gạo khiến cả hai thất bại. | |
| 102 | Down Beat Bear                      | 6 phút 22 giây    | 21 tháng 10 năm 1956 | Jerry thích mở nhạc, Tom thì không. Chiến sự đang diễn ra thì có thông báo rằng một con gấu... thích nhảy vừa xổng chuồng, ai thấy báo ngay sẽ nhận tiền thưởng. Con gấu quả nhiên ghé thăm nhà của Tom và Jerry nhưng thật không dễ để Tom gọi báo cho nhà chức trách vì cứ mỗi lần Jerry bật nhạc là con gấu tóm lấy Tom làm... bạn nhảy. Tom "cần mẫn" tắt nhạc để con gấu buông mình ra còn Jerry "cần mẫn" bật nhạc để cặp đôi gấu - mèo nhảy tiếp. Cuối cùng, chả những không gọi được nhà chức trách tới, cái radio mắc toi lại bay tuốt lên cây cao phát nhạc um sùm. Tom ngậm ngùi làm bạn nhảy với con gấu thâu đêm suốt sáng.                                                       | |
| 103 | Blue Cat Blues                      | 6 phút 48 giây    | 16 tháng 11 năm 1956 | Yêu người tình là một kẻ "tham phú phụ bần", Tom thất tình tán gia bại sản ra đường ray xe lửa tự tử. Jerry ra kể lại rằng bạn gái mình rất chung tình nhưng ngay sau đó Jerry lại thấy bạn gái mình lên xe hoa liền quyết định tự tử chung với Tom. | Dự kiến là tập cuối của bộ phim nhưng rất may nhà sản xuất đã đổi ý.                                                                                       |
| 104 | Barbecue Brawl                      | 6 phút 34 giây    | 14 tháng 12 năm 1956 | Spike và Tyke mở tiệc thịt nướng. Tài năng nấu nướng đã cùi mía còn gặp hai ông tướng Tom và Jerry tới quậy tưng bừng tới bếnn. Cuối cùng, buổi tiệc thịnh soạn bị kiến tha đi hết. | |
| 105 | Tops with Pops                      | 7 phút 55 giây    | 22 tháng 2 năm 1957  | Spike cấm Tom tới gần quậy Tyke. Jerry lợi dụng dùng Tyke làm lá chắn tránh Tom. Sau nhiều nỗ lực tiếp cận Jerry, Tom...trụi lông. Đây là tập phim ''Love that Pup'' được chiếu lại trên màn ảnh Cinema Scope với vài thay đổi. | |
| 106 | Timid Tabby                         | 6 phút 49 giây    | 19 tháng 4 năm 1957  | Em họ George cực kỳ sợ... chuột của Tom ghé thăm. Thật không dễ để giữ Jerry trong ổ, kết quả là George bị chuột ta hù sợ chết khiếp. Tom quyết huấn luyện lại em họ và kết quả là "quái thú mèo hai đầu tám chi" hù Jerry chạy mất dép.Là tập phim cuối cùng phát hành trước khi tập đoàn Metro-Goldwyn-Mayer đóng cửa. Bắt đầu những tập sau là những tập còn lại đã làm trước khi công chiếu. | |
| 107 | Feedin' the Kiddie                  | 7 phút 40 giây    | 7 tháng 6 năm 1957   | Đây là tập phim "The Little Orphan" được làm lại dưới dạng Cinema Scope với vài thay đổi nhỏ. | |
| 108 | Mucho Mouse                         | 7 phút 04 giây    | 6 tháng 9 năm 1957   | Bất lực trong việc truy bắt con chuột El Magnifico, chú mèo lông cam quyết rửa tay gác kiếm. Bà chủ gọi Tom, cao thủ bắt chuột từ Mỹ với bao nhiêu cúp và danh hiệu cao quý qua xử lý và kết quả là...lại một cao thủ mèo nữa rửa tay gác kiếm đánh đàn. | |
| 109 | Tom's Photo Finish                  | 6 phút 19 giây    | 1 tháng 11 năm 1957  | Trong một ngôi nhà nọ có ba con vật: mèo Tom, chuột Jerry, chó Spike. Tom ăn vụng trong nhà và đổ lỗi cho Spike. Vì thế chú chó bị George và Joan đuổi ra khỏi nhà. Nhưng trước lúc đó, Jerry đã chụp được một bức ảnh bắt quả tang mèo ta "đâm lén", rửa ra một tập ảnh dày cộp và nghĩ mọi kiểu để phân phối chúng tới tay ông chủ bà chủ. Cuối cùng, Tom bị bại lộ và bị đuổi ra khỏi nhà, Spike được cưng chiều trở lại. | |
| 110 | Happy Go Ducky                      | 6 phút 24 giây    | 3 tháng 1 năm 1958   | Nhân ngày Lễ Phục Sinh, chả biết thế nào mà trứng Phục Sinh lại nở ra... Quacker thay vì sô-cô-la. Quacker gặp đâu có nước cũng bơi. Kết quả là Quacker "vô tình" xả nước làm...ngập lụt căn nhà và dẫn về bốn con vịt nữa về gửi lời chúc mừng lễ Phục Sinh tới Tom và Jerry. | |
| 111 | Royal Cat Nap                       | 6 phút 45 giây    | 7 tháng 3 năm 1958   | Vua đang ngủ thì bọn chuột quậy Jerry và Tuffy (Nibbles) vào quậy tưng. Dù đã cố gắng hết sức nhưng Tom vẫn không sao bảo vệ được giấc ngủ của Đức vua. Vua phán Tom tội chém nhưng Tuffy và Jerry biết mình đùa quá lố đã nhanh chóng vào giải quyết cứu Tom thoát chết. | |
| 112 | The Vanishing Duck                  | 7 phút 04 giây    | 2 tháng 5 năm 1958   | Tập phim gợi nhớ tập The Invisible Mouse, Quacker bị Tom ăn hiếp vô cầu cứu Jerry. Chiến sự đang xảy ra thì Quacker phát hiện hũ kem tàng hình. Jerry và Quacker tàng hình quậy Tom te tua nhưng lát sau thì Tom lại phát hiện ra hũ kem liền tàng hình và đã trả thù Jerry và Quacker te tua. | Đây là tập thứ 5 Tom giành chiến thắng. |
| 113 | Robin Hoodwinked                    | 6 phút 15 giây    | 6 tháng 6 năm 1958   | Robin Hood bị bắt bỏ tù; Jerry và bé chuột quấn tã Nibbles thực hiện nhiệm vụ đột nhập vào nhà tù cứu thủ lĩnh nhưng người gác tù lại chính là...Tom. | Đây là tập cuối cùng Tom giành chiến thắng. |
| 114 | Tot Watchers                        | 6 phút 28 giây    | 1 tháng 8 năm 1958   | Cô bảo mẫu "í ẹ", em bé ham bò và hai "bảo mẫu bất đắc dĩ" trở lại với phần hai đầy kịch tính đến mức lôi cả...cảnh sát tới nhà. Kết cục là Tom và Jerry đã bị phạt tù về tội "cướp em bé"nhưng sau đó tom và jerry được minh oan và cả hai và cảnh sát thấy em bé bò đi về nhà. Tập phim cuối cùng phát hành sau khi tập đoàn Metro-Goldwyn-Mayer đóng của vào năm 1957 và cũng là tập phim cuối cùng của chuỗi năm 1940-1958. | |
| 115 | Switchin' Kitten                    | 8 phút 40 giây    | 7 tháng 9 năm 1961   | Đây là tập phim giai đoạn Gene Deitch. Ở một lâu đài quỷ, Tom đã vô tình vào lâu đài ấy trú mưa. Và Tom "rối tinh rối mù" trước sự hoán đổi của các con vật và bị Jerry lừa đến "thăng". | |
| 116 | Down and Outing                     | 8 phút 16 giây    | 26 tháng 10 năm 1961 | Tom cùng ông chủ đi câu cá, Jerry cũng đi theo, nhưng lại bị Tom ngăn cản. Jerry tìm cách và cho Tom thành con cá trong thùng cá. | |
| 117 | It's Greek to Me-ow                 | 6 phút 46 giây    | 7 tháng 12 năm 1961  | Bối cảnh tại Hy Lạp. Con mèo hoang Tom vì quá đói, đã vào nhà thờ để xin đồ ăn. Thế nhưng lại bị tống ra. Tom tìm cách lấy đồ ăn của Jerry nhưng thất bại. Cuối cùng Tom cũng vào được nhà thờ, nhưng Jerry cũng ở đó. Sau cuộc chiến ác liệt, Tom cũng phải "bay" ra khỏi nhà thờ. | |
| 118 | High Steaks                         | 6 phút 21 giây    | 1 tháng 1 năm 1962   | Tom và chủ của mình ra vườn nướng thịt. Có cả hồ bơi! Mèo ta đắc chí lắm, thế nhưng lại bị sự ngăn cản của Jerry. Sau một hồi chiến tranh, Tom làm ông chủ tức giận và chịu hình phạt đau đớn. | |
| 119 | Mouse into Space                    | 6 phút 34 giây    | 1 tháng 2 năm 1962   | Jerry ra ngoài vũ trụ. Tom tưởng Jerry bỏ mình vì tức giận. Tom tìm mọi cách để Jerry về. Jerry khi quay về đã làm cho Tom phải bỏ nhà ra đi. | |
| 120 | Landing Stripling                   | 6 phút 18 giây    | 1 tháng 4 năm 1962   | Tom đụng độ với một con chim. Tom định bắt lại nhưng Jerry ngăn cản. Tom đã có thể bay và đuổi theo Jerry. Nhưng cuối cùng cũng phải chịu thua. | |
| 121 | Calypso Cat                         | 7 phút 50 giây    | 1 tháng 6 năm 1962   | Khi đang đuổi Jerry trên tàu thủy, Tom bị trúng sét ái tình và bỏ mặc luôn cả Jerry. Jerry tìm đủ mọi cách để Tom quay lại, nhưng tất cả đều thất bại. Có một anh chàng mèo khác đã động lòng cô nàng. Tom quay lại đuổi Jerry. | |
| 122 | Dicky Moe                           | 7 phút 5 giây     | 1 tháng 7 năm 1962   | Tham vọng của tên cướp biển là bắt được con cá mập tên là Dicky Moe. Tom lúc này là chú mèo hoang bị bỏ đói, không may đã lên thuyền của tên cướp biển này. Jerry cũng ở đó. Cuối cùng, tên cướp biển đã hoàn thành tham vọng của hắn, kéo luôn cả Tom nữa! | |
| 123 | Tall in the Trap                    | 7 phút 49 giây    | 1 tháng 9 năm 1962   | Lệnh truy nã Jerry đã ra toàn Texas. Đặc biệt cửa hàng phô mát là chịu thiệt thòi nhiều nhất. Họ đã thuê cao bồi Tom. Nhưng vẫn như không. Tom bị rượt bằng súng. Còn Jerry thì ăn cắp luôn miếng phô mát cuối cùng. | |
| 124 | The Tom and Jerry Carttoon Kid      | 6 phút 28 giây    | 1 tháng 8 năm 1962   | Đây là câu chuyện kể về đồ vật thứ 1 và 2 trong hộp là Tom và Jerry. | |
| 125 | Sory Safaci                         | 7 phút 17 giây    | 1 tháng 10 năm 1962  | Ở Châu Phi, Tom cùng ông chủ đi săn nhưng hoàn toàn thất bại bởi Jerry. | |
| 126 | Buddies Thicker Than Water          | 8 phút 58 giây    | 1 tháng 11 năm 1962  | Jerry đang ngủ trong nhà. Thấy thư nói rằng Tom đang chết cóng. Jerry giúp nhưng chú mèo này lại vô ơn bội nghĩa. Sau nhiều lần cuối cùng Jerry cũng tống Tom ra khỏi nhà được. | |
| 127 | Carmen Get It                       | 7 phút 38 giây    | 1 tháng 12 năm 1962  | Tom làm nhạc trưởng tại một buổi hòa nhạc. Bị Jerry phá, cuối cùng người được thay thế làm nhạc trưởng chính là Jerry. Đây là tập phim đầu tiên dựa trên vở nhạc kịch Carmen | |